# Лобор
Лобор (хорв. Lobor) — община с центром в одноимённом посёлке на севере Хорватии, в Крапинско-Загорской жупании. Население 521 человек в самом посёлке и 3188 человек во всей общине (2011). Подавляющее большинство населения — хорваты (98,84 %). В состав общины кроме административного центра входят ещё 10 деревень.
Посёлок расположен в Хорватском Загорье на южных склонах хребта Иваншчица. К югу от Лобора лежит долина реки Крапины. Ближайший город Златар расположен в 5 км к югу. На таком же расстоянии к северу находится город Лепоглава, но от него Лобор отделён Иваншчицей (расстояние до Лепоглавы по автодороге через перевал 16 км). В 10 км к западу расположен центр жупании — город Крапина. Через посёлок проходит несколько местных автомобильных дорог.
Лобор впервые упомянут в 1257 году. Главными достопримечательностями посёлка являются замок семьи Кеглевичей и церковь св. Анны (конец XVIII века).
В Лоборе родился бывший премьер-министр Хорватии Франьо Грегурич.